# Bad Blood 2024
Bad Blood 2024 è stato un premium live event prodotto dalla WWE. L'evento si è svolto il 5 ottobre 2024 alla State Farm Arena di Atlanta, in Georgia, ed è stato trasmesso su Peacock negli Stati Uniti e sul WWE Network nel resto del mondo.
È stata la quinta edizione dell'evento, a distanza di vent'anni dall'ultima.

## Storyline
Dopo mesi di faida ed attacchi reciproci senza mai un match, Drew McIntyre e CM Punk si affrontarono a SummerSlam con Seth Rollins nelle vesti di arbitro speciale, con la vittoria dello scozzese in seguito all'attacco di Punk nei confronti di Rollins, dopo che quest'ultimo raccolse il suo braccialetto durante l'incontro. Nell'episodio di Raw del 12 agosto, McIntyre stava per salire sul ring ma venne attaccato da Punk che primo lo attaccò e lo colpì varie volte con una cinghia. La puntata di Raw successiva si aprì con CM Punk che annunciò di aver parlato con il general manager Adam Pearce a proposito di uno strap match tra lui e McIntyre, con lo scozzese che si presentò sul ring accettando la sfida e ufficializzando l'incontro. L'incontro è stato vinto da CM Punk riuscendo anche a recuperare il braccialetto. Nella puntata successiva di Raw, McIntyre attaccò brutalmente Punk e distruggendo il braccialetto. La settimana seguente il general manager, Adam Pearce sancì un hell in a cell match per Bad Blood.
Nella puntata del 13 settembre di SmackDown, sia Bayley e Naomi ha chiesto un mach per il WWE Women's Championship di Nia Jax. La campionessa propose, per la settimana seguente, un tag team match, lei e Tiffany Stratton contro Bayley e Naomi. La campionessa aggiunse due clausole, la prima era che chi l'avesse schienata riceveva un mach per il titolo a Bad Blood, mentre la seconda era che la perdente avrebbe dovuto lasciare il roster di SmackDown. Il mach viene vinto da Bayley e Naomi con entrambe le atlete che hanno schienato Nia Jax. Per questo nella puntata del 27 settembre si tenne un mach tra le due, concluso con la vittoria di Bayley, che a Bad Blood sfiderà la campionessa per il titolo.
Damian Priest e Finn Bálor in passato sono stati grandi amici, insieme avevano conquistato due volte il World Tag Team Championship. La loro faida era iniziata a SummerSlam dopo il tradimento di Bálor costando il World Heavyweight Championship a Priest. Nei mesi successi si accese la rivalità tra i due in diverse puntate di Raw, con Bálor che poteva contare sul supporto del Judgment Day mentre Priest di quello di Rhea Ripley.
Rhea Ripley ha dovuto rendere vacante il Women's World Championship nell'episodio di Raw del 15 aprile 2024 a causa di un infortunio procurato da Liv Morgan. Durante il periodo d'assenza di Ripley, Liv Morgan riesce a vincere il titolo a King & Queen of the Ring. Dopo un'assenza di tre mesi Ripley torno a Raw e il 3 agosto a SummerSlam venne sconfitta da Liv grazie al tradimento di Dominik Mysterio. Nella puntata seguente di Raw, Morgan si è unita ufficialmente al Judgment Day, mentre Rhea Ripley viene esclusa dal gruppo. La "Mami" ha più volte richiesto una rivincita ed Adam Pearce ha stipulato il mach per Bad Blood con Mysterio rinchiuso in una gabbia per squali sopra il ring.
Roman Reigns, tornato a SummerSlam, si è scontrato più volte con la nuova Bloodline di Solo Sikoa. A sorpresa nella puntata di SmackDown del 13 settembre, Cody Rhodes, dopo essere stato ancora attaccato dalla Bloodline, decide di aiutare Reigns in un tag team match contro Sikoa e Jacob Fatu.

## Risultati
| # | Match                                                              | Stipulazione | Durata |
| - | ------------------------------------------------------------------ | --- | ------ |
| 1 | CM Punk ha sconfitto Drew McIntyre                                 | Hell in a cell match | 31:25  |
| 2 | Nia Jax (c) ha sconfitto Bayley                                    | Single match per il WWE Women's Championship                                                                                    | 14:10  |
| 3 | Damian Priest ha sconfitto Finn Bálor                              | Single match | 12:45  |
| 4 | Rhea Ripley ha sconfitto Liv Morgan (c) per squalifica             | Single match per il Women's World Championship Dominik Mysterio è stato rinchiuso in una gabbia per squali al di sopra del ring | 14:00  |
| 5 | Cody Rhodes e Roman Reigns hanno sconfitto Jacob Fatu e Solo Sikoa | Tag team match | 25:50  |